# Miss República Dominicana 1975
El certamen Miss República Dominicana 1975 fue celebrado el 26 de abril de 1975. Hubo 28 delegadas en el concurso. La ganadora escogida representará la República Dominicana en el Miss Universo 1975. Virreina fue al Miss Mundo 1975. El resto de la semifinalista fueron a diferente concurso internacionales.

## Resultados
| Resultados                          | Candidatas |
| ----------------------------------- | --- |
| Señorita República Dominicana 1975  | Dajabón - Milvia Troncoso |
| Señorita Mundo República Dominicana | Ciudad Santo Domingo - Carmen Arredondo |
| Primera Finalista                   | Santiago - Roberta Angelo |
| Segunda Finalista                   | La Estrelleta - Carlixta Súarez |
| Tercera Finalista                   | Puerto Plata - Angélica Trono |
| Cuadra-finalistas                   | Distrito Nacional - Ana Londrón Espaillat - Sofía del Valle La Vega - Indhira Vásquez Santiago Rodríguez - Hilda Abreu Pedernales - Denise Medina |
| Semi-finalistas                     | Salcedo - Thelma Vargas Independencia - Gabriela Rivas Valverde - Marisofi Acosta Azua - Nidia Rosario San Juan - Estefanía Vargas                |

### Premios especiales
- Mejor Rostro - Milvia Troncoso (Dajabón)
- Mejor Traje Típico - Eva Trollo (Monte Cristi)
- Miss Fotogenica - Nidia Rosario (Azua)
- Miss Simpatía - Yaní Hidalgo (Seibo)

## Candidatas
| Representa             | Candidata                           | Oriunda                    |
| ---------------------- | ----------------------------------- | -------------------------- |
| Azua                   | Nidia Agnes Rosario Nova            | Azua de Compostela         |
| Bahoruco               | Levia Carmen García Oviedo          | Santo Domingo              |
| Barahona               | Martha Inés Fanton Santos           | Santo Domingo              |
| Ciudad Santo Domingo   | Carmen Rosa Arredondo Pou           | Santo Domingo              |
| Dajabón                | Milvia de Jesús Troncoso Soto       | Santiago de los Caballeros |
| Distrito Nacional      | Ana Carolina Londrón García         | Santo Domingo              |
| Duarte                 | Bellanida Magdalena Fernández Eredo | San Francisco de Macorís   |
| Espaillat              | Sofía Carolina del Valle Vargas     | Moca                       |
| Independencia          | Gabriela Carol Rivas Duarte         | Santo Domingo              |
| La Altagracia          | Patricia Garmania Correa Súarez     | La Romana                  |
| La Estrelleta          | María Carlixta Súarez Ramírez       | San Cristóbal              |
| La Romana              | Cristina Desiré González Ramos      | La Romana                  |
| La Vega                | Indhira Yoneidys Zamora Vásquez     | Constanza                  |
| María Trinidad Sánchez | Gloria Irlanda Batista Acosta       | Santiago de los Caballeros |
| Monte Cristi           | Eva Teresa Trollo Corono            | Santiago de los Caballeros |
| Pedernales             | Odalise Denise Medina Menna         | Santo Domingo              |
| Peravia                | Laura del Carmen Toledo Ruíz        | Santo Domingo              |
| Puerto Plata           | Angélica María Trono Velásquez      | Imbert                     |
| Salcedo                | Thelma Adileidy Vargas López        | Santiago de los Caballeros |
| Samaná                 | Nidia Antonia Rodríguez Tejada      | Santiago de los Caballeros |
| San Cristóbal          | Colombia Vaviana Santana Zaragoza   | San Cristóbal              |
| San Juan               | Estefanía Yamilet Vargas Ruíz       | Santo Domingo              |
| San Pedro de Macorís   | Kayla María Sosa Martínez           | Santo Domingo              |
| Sánchez Ramírez        | Ana Gabriela Valdez Fabían          | San Cristóbal              |
| Santiago               | María Roberta di Angelo del Rosario | Santiago de los Caballeros |
| Santiago Rodríguez     | Hilda María Abreu Nivo              | Santo Domingo              |
| Seibo                  | Yaní Bereniz Hidalgo Sombras        | Hato Mayor del Rey         |
| Valverde               | María Sofía Acosta Reyes            | Santa Cruz de Mao          |